# ダン・ポッツ
ダン・ポッツ（Dan Potts、1994年4月13日 - ）は、イングランド・ロンドン出身のプロサッカー選手。チャールトン・アスレティックFC所属。ポジションはDF。

## 経歴

### クラブ
9歳でウェストハム・ユナイテッドFCのアカデミーに入団し、2010年5月にクラブとスカラシップを結んだ。2011年12月のバーンズリーFC戦でトップチームデビューを飾った。
2014-15シーズン終了後にユース時代から12年間所属したウェストハムを退団し、リーグ2のルートン・タウンFCと2年契約を締結した。
2024年9月6日、チャールトン・アスレティックFCに移籍した。

### 代表
イングランド生まれながら、父親がアメリカ合衆国出身のため当初はアメリカ合衆国代表に選出されていた。しかし2012年4月にアメリカ市民権を持っていないことが明らかになり、これ以上アメリカ代表としてプレーすることが出来なくなってしまった。
このため2012年以降はイングランド代表としてプレーしている。2013年のFIFA U-20ワールドカップではグループステージ2試合に出場した。

## 人物
12歳の時に白血病を発症したが、16歳の誕生日を迎える前に病を克服した。

## 所属クラブ
ユース
- ウェストハム・ユナイテッドFC 2003-2011

プロ
- ウェストハム・ユナイテッドFC 2011-2015

→コルチェスター・ユナイテッドFC 2012-2013 (loan)
→ポーツマスFC 2013 (loan)
- ルートン・タウンFC 2015-2024
- チャールトン・アスレティックFC 2024-

## タイトル
ルートン・タウン
- EFLリーグ1: 2018–19[9]